# Araneus uruapan
Araneus uruapan là một loài nhện trong họ Araneidae.
Loài này thuộc chi Araneus. Araneus uruapan được Herbert Walter Levi miêu tả năm 1991.